# Pinguicula infundibuliformis
Pinguicula infundibuliformis este o specie de plante carnivore din genul Pinguicula, familia Lentibulariaceae, ordinul Lamiales, descrisă de S. Jost Casper. Conform Catalogue of Life specia Pinguicula infundibuliformis nu are subspecii cunoscute.